# هاينز ويورس
هاينز ويورس (بالألمانية: Heinz Wewers)‏ مواليد 27 يوليو 1927 في غلادبيك، ألمانيا - الوفاة 29 أغسطس 2008، كان لاعب كرة قدم ألماني كان يلعب كمدافع. سبق له أن لعب في كأس العالم لكرة القدم مع منتخب بلاده.

## المسيرة الاحترافية

### أندية لعب لها
- روت فايس إيسن

## روابط خارجية
- هاينز ويورس على موقع الاتحاد الدولي (مؤرشف)  (الإنجليزية)
- هاينز ويورس على موقع قاعدة بيانات كرة القدم.إي يو (الإنجليزية)
- هاينز ويورس على موقع بيانات كرة القدم. دي إي (الألمانية)
- هاينز ويورس على موقع ناشيونال فوتبول تيمز (الإنجليزية)
- هاينز ويورس على موقع عالم كرة القدم.نت (الإنجليزية)